# Vildhjarta
Vildhjarta é uma banda de progressive metal/thall, mais especificamente do recém criado gênero de heavy metal conhecido como djent metal, bem como sendo uma das maiores bandas da emergente  cena djent e thall. O Vildhjarta é caracterizado por sua sonoridade dissonante e sombria, que explora tanto em riff palm mute quanto em ambiente.

## Membros

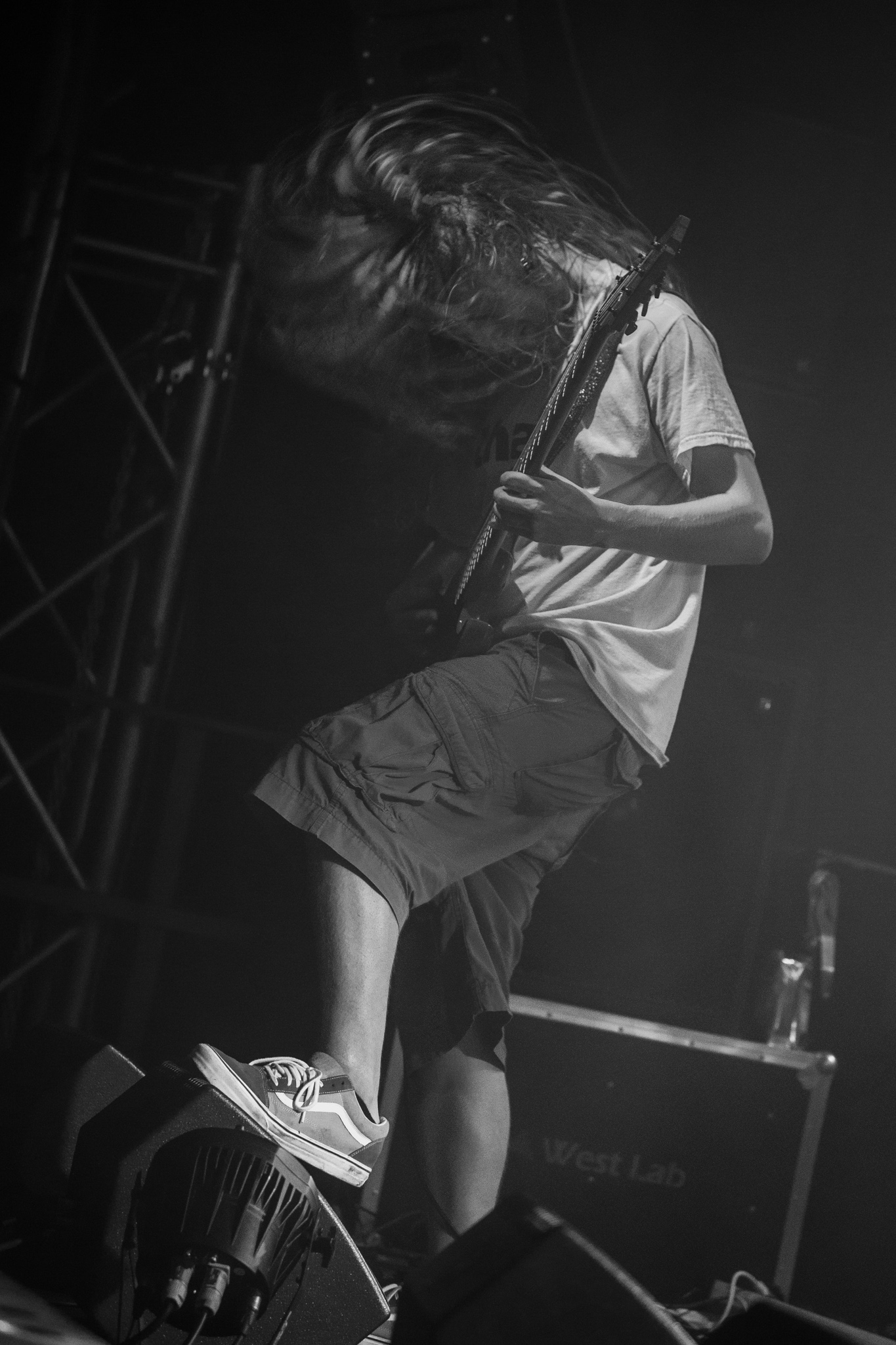
Um dos guitarristas da banda.

### Atuais
- Daniel Bergström - Guitarra (2005 - Presente)
- Johan Nyberg - Baixo (2005 - Presente)
- Daniel Adel - Vocal (2007 - Presente)
- Calle Thomér - Guitarra (2009 - Presente)
- Vilhelm Bladin - Vocal (2011 - Presente)
- Buster Odeholm - bateria (2014 - Presente)

### Anteriores
- Robert Luciani - Vocal (2008 - 2011)
- Jimmie Åkerström - Guitarra (2005 - 2012)
- David Lindkvist - bateria (2008 - 2014)

## Discografia

### Álbuns de estúdio
- 2011 - Måsstaden
- 2022 - Måsstaden Under Vatten
- 2022 - Måsstaden (forte) - (Remixed/Remastered)

### EPs
- 2009 - Omnislash
- 2013 - Thousands of Evils

## Bandas similares
- Meshuggah
- Born of Osiris
- Uneven Structure
- The Acacia Strain
- Xerath
- Reflections